# Franz Honselmann
Franz Honselmann (* 16. Juni 1850 in Paderborn; † 29. Oktober 1940 ebenda) war ein deutscher Verlagsmitarbeiter und Familienforscher.

## Leben

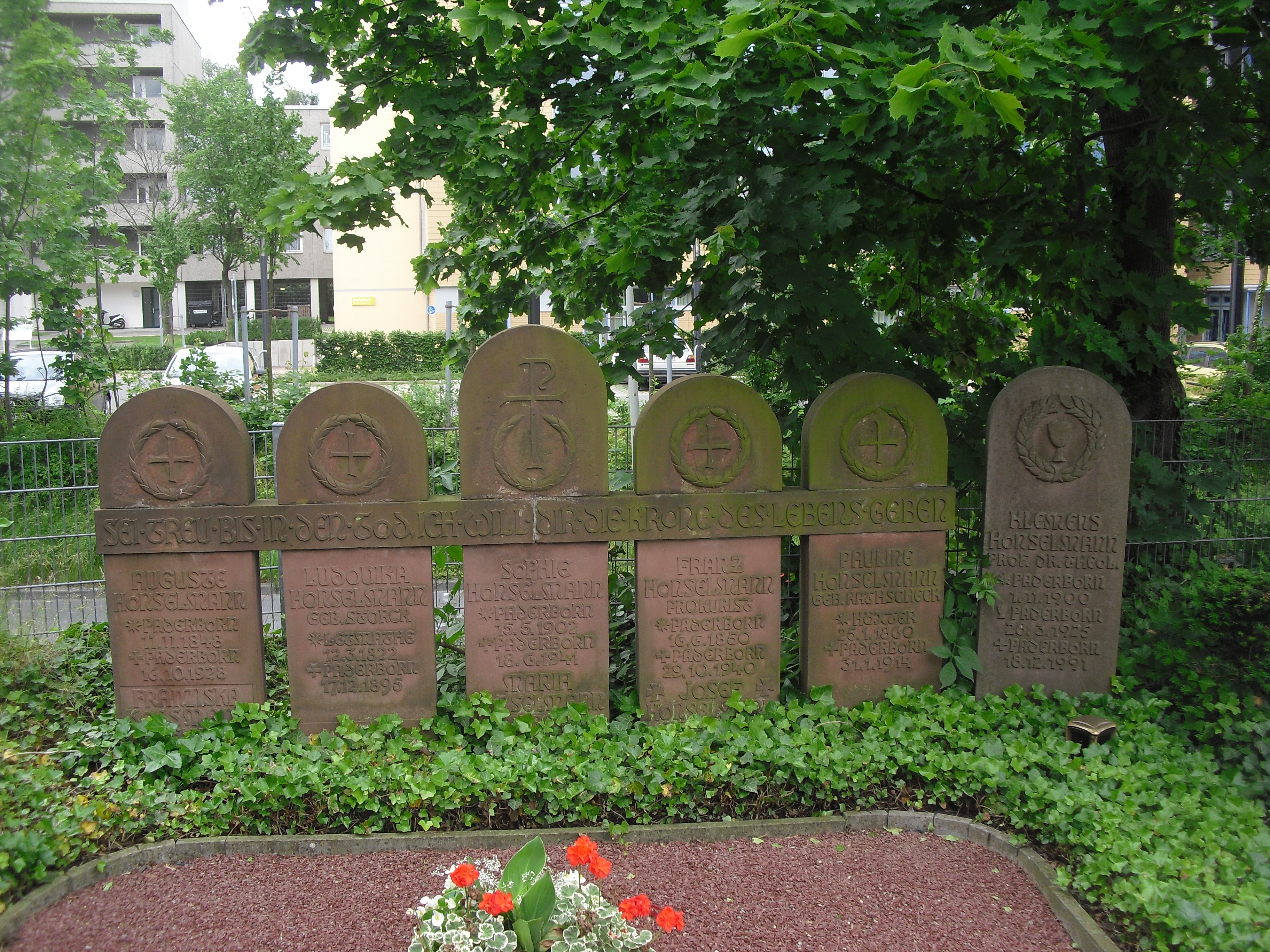
Grabstätte der Familie Honselmann auf dem Ostfriedhof in Paderborn

Franz Honselmann war der Sohn des Bäckers und Bierbrauers Joseph Honselmann († 1858) und der Ludovika Honselmann geb. Storck (1822–1895), die aus Letmathe (heute Stadt Iserlohn) stammte. Schon früh wurde Honselmann schwerhörig und musste den Besuch des Gymnasiums nach der Quarta abbrechen.  Seine Lethmater Verwandten nahmen ihn auf und verschafften ihm eine Stelle als Bürogehilfe. Alte Familienunterlagen aus dem Besitz der befreundeten Familie Höynck und im Geburtshaus seines Vaters in Reiste (heute Gemeinde Eslohe) dürften sein familiengeschichtliches Interesse geweckt haben. 
Eine Anstellung als Buchhalter beim Verlag Ferdinand Schöningh ermöglichte Honselmann 1874 die Rückkehr nach Paderborn. Er blieb bis zu seiner Pensionierung im Unternehmen, bei seinem fünfzigjährigen Dienstjubiläum 1924 hatte er die Stellung eines Prokuristen erreicht. 
Neben seinem Beruf war Honselmann in der katholischen Kirche aktiv. 1885 war der Mitgründer der Kongregation junger katholischer Kaufleute in Paderborn, 1888 des Bonifatius-Sammelvereins. In dem vom Verlag Schönigh herausgegebenen Westfälischen Volksblatt warb er für die Anliegen des Vereins, insbesondere für den Kirchenbau in Berlin, für den er bis 1904 allein 339.500 Mark einwerben konnte. Für seine Verdienste erhielt er 1914 vom Papst den Orden Pro Ecclesia et Pontifice verliehen. 
Die Zustellprobleme des Westfälischen Volksblatts veranlassten Honselmann, bei der Verwaltung der Preußischen Staatseisenbahn Fahrplanänderungen anzuregen. Daraufhin wurde er von der Handelskammer für das südöstliche Westfalen in Arnsberg  in die mit der Eisenbahndirektion vereinbarten Fahrplankonferenzen entsandt. Ab 1930 fanden diese, um den geschwächten Honselmann die Teilnahme zu ermöglichen, in Paderborn statt. Umfangreiche Vorschläge Honselmanns zur Verbesserung des Eisenbahnverkehrs wurden 1914 von der Handelskammer gedruckt, wegen des Kriegsausbruchs aber nicht weiter verfolgt. Wegen seiner Verdienste um das Verkehrswesen ernannte ihn der Verkehrsverein Paderborn zum Ehrenmitglied. 
Seine Familiengeschichtlichen Forschungen veröffentlichte Honselmann als Sauerländer Familien-Archiv, eine unregelmäßig erscheinende Schriftenreihe. Zwischen 1904 und 1920 erschienen 11 Hefte, 1931 folgte ein Neudruck aller Hefte in einem Band mit ergänztem Register. 1983 erscheint ein um ein Lebensbild Honselmanns erweiterter Nachdruck. 
Franz Honselmann war seit 1898 mit Pauline Rathscheck aus Herstelle (heute Stadt Beverungen) verheiratet, aus der Ehe gingen zwei Söhne und eine Tochter hervor. Der älteste Sohn Joseph fiel 1918 in der Marne-Schlacht, der zweite Sohn war der Kirchenhistoriker Klemens Honselmann, langjähriger Vorsitzender des Vereins für Geschichte und Altertumskunde Westfalens, Abt. Paderborn.

## Schriften
- Sauerländisches Familien-Archiv. Mitteilungen zur Geschichte westfälischer Geschlechter, 11 Bde. Paderborn 1904–1920, Gesamtdruck mit Register Paderborn 1931 (Um ein Lebensbild erweiterter Nachdruck Paderborn 1983, hrsg. von Klemens Honselmann)
- Ahnentafel des Justizrats Joseph Pape, in: Heimatwacht, Sonderheft zum 100. Geburtstag des Dichters Joseph Pape, Paderborn 1931.
- Familienkunde und Familienforschung Paderborn 1934. (Sammlung Der deutsche Quell)
- Mütterliche Ahnen des Dichters Hermann Löns, in: Mitteilungen der Westdeutschen Gesellschaft für Familienkunde, 1935, Heft 9. (Erweiterter Wiederabdruck in: Beiträge zur westfälischen Familienkunde, 1940)

| Personendaten    | Personendaten                           |
| ---------------- | --------------------------------------- |
| NAME             | Honselmann, Franz                       |
| KURZBESCHREIBUNG | deutscher Verleger und Familienforscher |
| GEBURTSDATUM     | 16. Juni 1850                           |
| GEBURTSORT       | Paderborn                               |
| STERBEDATUM      | 29. Oktober 1940                        |
| STERBEORT        | Paderborn                               |